# إيثار الحق على الخلق (كتاب)
إيثار الحق على الخلق في رد الخلافات إلى المذهب الحق من أصول التوحيد كتاب ألفه أبو عبد الله محمد بن المرتضى اليماني ابن الوزير من مجتهدي القرن الثامن الهجري (775 - 880 هـ) الكتاب مطبوع وممن أصدره دار الكتب العلمية بيروت -لبنان، واعتمدت النسخة المطبوعة على مخطوط موجود في الجامع الأموي،  كما طبع الكتاب في مطبعة الآداب والمؤيد في مصر. والدار اليمنية، ودار الصميعي.

## وصف الكتاب
كتاب في العقيدة الإسلامية يشتمل على معلومات في علم التوحيد، وقد اشتمل على مواضيع منها 
- فضائل العلم
- إثبات التوحيد
- رد البدع
- غير ذلك من مواضيع العقيدة والتوحيد.

## مقدمة الكتاب
استهل المؤلف كتابه بقوله 
| إيثار الحق على الخلق (كتاب) | الحمد لله رب العالمين أكمل الحمد على جميع هداياته ومعارفه، وعطاياه وعوارفه. وأفضل صلواته وسلامه وتحياته الطيبات المباركات وإكرامه على رسوله وحبيبه وصفوته محمد الأمين، خاتم النبيين والمرسلين. الذي جعل الله الذلة والصغار على من خالف أمره كما ورد به الحديث المتين والقرآن المبين، حيث قال رب العالمين في بعض المخالفين له في الدين (سينالهم غضب من ربهم وذلة في الحياة الدنيا وكذلك نجزي المفترين) وصلى الله عليه وعلى أهل بيته الطيبين الطاهرين ورضي عن الصحابة أجمعين، الصادقين السابقين والذين جاؤوا من بعدهم من التابعين لهم بإحسان إلى يوم الدين | إيثار الحق على الخلق (كتاب) |

### الدافع للتأليف وفكرة الكتاب
ذكر ابن الوزير في مقدمة كتابه أنه كان يهتم وينزعج لاختلاف الناس ويرى أن الوصول إلى الحق في ما اختلفوا فيه يحتاج إلى دراسة واسعة ووقت طويل، «فنظرت في كيفية النجاة مع ذلك مستمدًا من الله تعالى داعيًا طالبًا، راغبًا راهبًا. وأن الله تعالى وله الحمد والشكر والثناء وفقني حينئذ إلى أوضح الطرق في علمي وأبعدها من الشبه والشكوك إلى معرفة ما تمس الضرورة إلى معرفته من الحق الذي تخاف المضرة بجهله وهو الذي جاء الإسلام بوجوب معرفته أو أمر بها أو ندب إليها من الكتاب والسنة دون معرفة مالم يدل عقل ولا سمع على وجوب معرفته ولا ثبت في الشريعة استحبابها، وبترك هذا القسم يسهل الأمر ويهون الخطب؛ فإن الذي وسع دائرة المراء والضلال هو البحث عما لا يعلم والسعي فيما لا يدرك وطول السير والسعي في الطريق التي لا توصل إلى المطلوب والاقتداء بمن يظن فيه الإصابة وهو مخطئ، والاشتغال بالبحث عن الدقائق التي لا طريق إلى معرفتها ولا يوصل البحث عنها إلى اليقين، ولا إلى الوفاق، ولا ظهرت للخوض فيها مع طوله ثمرة نافعة، لا باليقين صادعة ولا للافتراق جامعة. ولا روي عن أحد من الأنبياء عليهم السلام، ولا صح عن أحد من السلف الكرام، وربما انقطع هذا العمر القصير في تلك الطرق البعيدة قبل البلوغ إلى المقصود بها وهو معرفة الحق الواجب من الباطل المهلك ومعرفة المحق من المبطل. وليس الطلب لكل علم بمحمود، ولا كل مطلوب بموجود... ذم الله الذين في قلوبهم زيغ بابتغاء تأويل المتشابه، ومدح الراسخين بالاعتراف بالعجز ... وذم اليهود على تعاطي ما لم يعلموا فقال تعالى (ها أنتم هؤلاء حاججتم فيما لكم به علم فلم تحاجون فيما ليس لكم به علم) ... ولا يلزم من التزهيد في طلب ما لا يحصل والاشتغال بما يضر من علوم الفلاسفة والمبتدعة التزهيد في العلم النافع»
ثم قال مختصرًا:
| إيثار الحق على الخلق (كتاب) | تأملت جميع الاختلاف الواقع بين الناس من الملل الكفرية والفرق الإسلامية فإذا هو على كثرته وتشعبه يرجع في الجملة إلى سبعة أشياء مدركها بالفطرة قريب بعون الله تعالى بل هي الفطرة التي فطر الله الناس عليها - أولها: إثبات العلوم الضرورية التى يبتنى الإسلام على ثبوتها - وثانيها: ثبوت الرب عز وجل - وثالثها: توحيده سبحانه وتعالى - ورابعها: كماله بأسمائه وصفاته الحسنى - وخامسها: ثبوت النبوات وصحتها في الجملة - وسادسها: الإيمان بجميعهم وعدم التفريق بينهم - وسابعها: ترك الابتداع في دينهم بالزيادة على ما جاؤا به والنقص منه | إيثار الحق على الخلق (كتاب) |

## أهمية المؤلف
هو محمد بن إبراهيم بن علي بن المرتضى بن المفضل الحسني القاسمي، أبو عبد الله، عز الدين، من آل الوزير: مجتهد باحث، من أعيان اليمن. وهو أخو الهادي بن إبراهيم، وكلاهما يعرف بابن الوزير. ولد في هجرة الظهران (من شطب: أحد جبال اليمن) وتعلم بصنعاء وصعدة ومكة. ولما رأى إقبل الناس عليه للتعلم منه اعتزل الناس وأقبل في أواخر أيامه على العبادة في الفلوات. قال الشوكاني: «تمشيخ وتوحش في الفلوات وانقطع عن الناس» ومات بصنعاء، له كتب نفائس، منها هذا الكتاب إيثار الحق على الخلق و تنقيح الأنظار في علوم الآثار في مصطلح الحديث ، و كتاب قبول البشرى بالتيسير لليسرى و العواصم والقواصم في الذب عن سنة أبي القاسم ثلاثة مجلدات، ومختصره الروض الباسم في الذب عن سنة أبي القاسم مجلدان، و نصر الأعيان في التنفير من شعر أبي العلاء المعري، و البرهان القاطع في إثبات الصانع وجميع ما جاءت به الشرائع ، و حصر آيات الأحكام الشرعية و التأديب الملكوتي و الحسام المشهور في الذب عن الإمام المنصور و تريجح أساليب القرآن على قوانين المبتدعة واليونان و قواعد التفسير و ديوان شعر.
ويتميز المؤلف بأنه نشأ زيديًا وخرج عن ربقة التقليد والاتباع وقد نهج في كتابه نهجًا معتدلًا فعلى رغم نقده لمنهج المتكلمين فإنه يذكر أقوال المعتزلة و المتكلمين وينقل من كثير من العلماء ويترضى على الصحابة مع إعلان محبة آل البيت، وبمقارنة مؤلفاته مع مؤلفات أخيه الهادي يتبين استقلال منهجه وتوسطه.